# 努瓦当勒罗舍
努瓦当勒罗舍（法語：Noidant-le-Rocheux，法語發音：[nwadɑ̃ lə ʁɔʃø]）是法国上马恩省的一个市镇，属于朗格勒区。

## 地理
努瓦当勒罗舍（47°49'46"N, 5°15'16"E）面积16.49 平方千米，位于法国大東部大區上马恩省，该省份为法国东北部内陆省份，北起马恩省和默兹省，西接奥布省，西南接科多尔省，东南接上索恩省，东临孚日省。
与努瓦当勒罗舍接壤的市镇（或旧市镇、城区）包括：布雷讷、库尔塞勒昂蒙塔涅、弗拉热、佩朗塞莱维约穆兰、佩罗涅莱方丹、圣若姆。

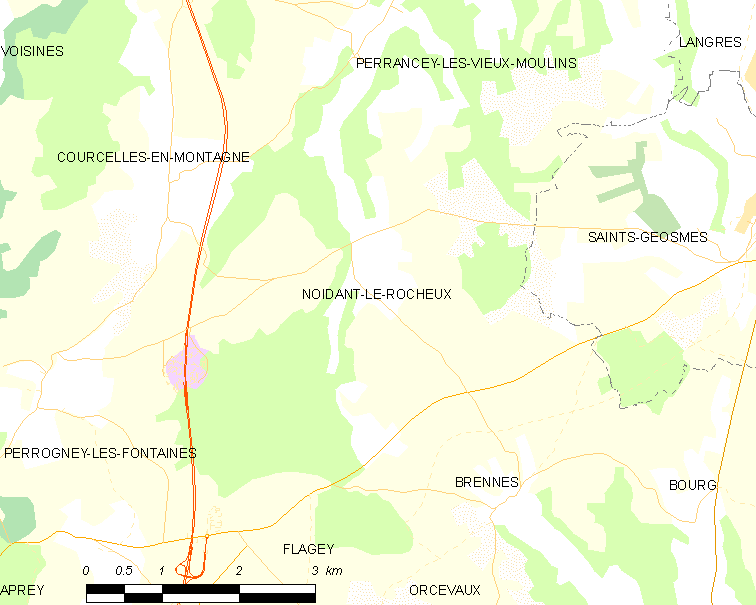
努瓦当勒罗舍的OSM定位图

努瓦当勒罗舍的时区为UTC+01:00、UTC+02:00（夏令时）。

## 行政
努瓦当勒罗舍的邮政编码为52200，INSEE市镇编码为52355。

## 政治
努瓦当勒罗舍所属的省级选区为维勒居西安勒拉克县。

## 人口

1962-2008年间努瓦当勒罗舍人口变化图示

努瓦当勒罗舍于2022年1月1日时的人口数量为162人。